# 복수노트
《복수노트》는 2017년 10월 27일부터 2018년 1월 5일까지 oksusu에서 방영된 웹드라마로 웹 누적 조회수 1000만 뷰 이상을 기록하였다. 그 인기에 힘입어 후속작인 《복수노트 2》도 제작하였다.

## 줄거리
호구희가 미스터리한 복수대행 애플리케이션 "복수노트"을 발견하면서 벌어지는 로맨스 드라마.

## 등장인물

### 주요 인물
- 김향기 : 호구희 역[2]
- 김환희 : 정덕희 역[3]
- 차은우 : 차은우 역[4]
- 로몬 : 신지훈 역[4]

### 구희네 식구들
- 지건우 : 호구준 역 - 구희의 오빠[4]
- 박미선 : 구희의 어머니 역
- 이두일 : 구희의 아버지 역

### 덕희네 식구들
- 박경림 : 덕희의 어머니 역[5]

### 한종고 재학생들
- 함성민 : 이강민 역
- 조아영 : 구희의 친구 역
- 이진이 : 한유라 역[6]
- 조채윤 : 여가은 역
- 김현서 : 양아준 역[7]
- 추수빈 : 고봉이 역
- 이은선
- 은해성 : 진범기 역
- 오유진

### 한종고 선생님들
- 태인호
- 황태광 : 최강 역 - 체육 선생님
- 김산호 : 음치훈 역 - 음악 선생님

### 특별출연
- 영은성
- 아스트로

## 사운드트랙
| #            | 제목         | 작사           | 작곡                             | 재생 시간 |
| ------------ | ------------ | -------------- | -------------------------------- | --------- |
| 1.           | 〈복수노트〉 | 함예찬, 윤아성 | 윤아성, 김진수 (편곡: Chan Chan) | 2:38      |
| 2.           | 〈난 항상〉  | 윤아성, 김진수 | 윤아성, 김진수 (편곡: 이윤진)    | 3:39      |
| 총 재생 시간 | 총 재생 시간 | 총 재생 시간   | 총 재생 시간                     | 6:17      |

## 같이 보기
- 대한민국의 웹드라마 목록#2017년